# روجيه لابيبي
روجيه لابيبي (بالفرنسية: Roger Lapébie)‏ (مواليد 16 يناير 1911 - الوفاة 12 أكتوبر 1996) كان دراج فرنسي في صنف سباق الدراجات على الطريق.

## سباقات أو مراحل فاز بها
- طواف فرنسا

## روابط خارجية
- روجيه لابيبي على موقع أرشيف الدراجات (الإنجليزية)
- روجيه لابيبي على موقع إحصائيات الدراجات الإحترافية (الإنجليزية)
- روجيه لابيبي على موقع CycleBase (الإنجليزية)